# Пуйка
Пуйката (Meleagris gallopavo), обикновена пуйка е домашна птица от семейство Фазанови (Phasianidae). 
Други наименования: мисирка, фитка, биба, пипа.
Част е от род пуйки, отначало разпространени в Северна Америка. Живее 5 – 6 години, но стопански се използва само до 2-годишна възраст.
Като полудиви птици, използвани от тях за различни цели (сред които - добив на пера за направа на украшения), пуйките са познати на индианците от предколумбовата епоха. Окончателно одомашняване е постигнато в Мексико в края на 15 век. В Европа е пренесена в началото на 16 век. В България се разпространява по време на османското владичество. Климатичните и стопански условия са много благоприятни за отглеждането ѝ, но е сравнително слабо застъпена, предимно в личните стопанства.
Пуйката е най-едрата домашна птица. На горната част на човката има кожен израстък, а на главата и шията специфични брадавици (корали). Има добре развита гръдна мускулатура. Главата и горната половина на шията не са оперени. Цветът на човката и краката хармонира с оперението.
Пуйката е топлолюбива птица. Отглежда се предимно за месо. Основната ѝ храна е растителна. Угоява се бързо и натрупва качествени мазнини. Месото и е ценен диетичен продукт, който се отличава с добри вкусови качества. Живото тегло на пуйката е от 7 до 9 кг, а на пуяците от 12 до 24 кг. Започва да снася на 28 – 30 седмична възраст. Снася годишно 90 яйца с тегло 80 – 85 грама, при определена цикличност. Инкубационният период е 28 дни.
Пуйката е много добра мътачка. Използва се за производство на пуйчета-бройлери, които на 4 месечна възраст достигат до 4 – 7 кг.
Създадени са много породи, които се отличават по едрина, носливост, интензитет на растежа, качество на мускулатурата и др. В България е обособена породата черна новозагорска пуйка. Внасят се породите Бронзова, Бяла, Холандска, Императорска и др, които добре се приспособяват към местните условия и имат висока продуктивност.
Пуешкото месо има отлични вкусови и диетични качества. Приготвянето на печена пуйка е традиция при посрещането на коледните празници в много страни по света, в САЩ - за Деня на благодарността.
Популярни ястия са печена пуйка с кисело зеле, както и шунката от пуешко месо.